# هم‌پیمان (رمان)
«هم‌پیمان» (انگلیسی: Allegiant) کتابی از ورونیکا راث است که توسط انتشارات هارپرکالینز در سال ۲۰۱۳ منتشر شد.
این کتاب در ایران توسط امیرمهدی عاطفی نیا ترجمه شده و توسط انتشارات آذرباد به چاپ رسیده است.
خلاصه کتاب:
جامعه مبتنی بر بخش‌ها که تریس زمانی به آن اعتقاد داشت، با خشونت و خیانت درهم شکسته و رو به نابودی است. حالا او برای کشف دنیای آن‌سوی مرز آماده است. شاید فراتر از حصار، او و توبیاس زندگی تازه‌ای را در کنار هم آغاز کنند که در آن دروغ و خاطرات دردناک جایی نداشته باشد. اما واقعیت نگران‌کننده‌تر از آن چیزی است که او پشت سر گذاشته است. حقایق تازه روی زندگی گذشته و باورهایشان پرده‌ای تاریک می‌کشد و تصویر جدیدی از زندگی پیش روی قهرمانان ما، تریس و توبیاس، قرار می‌دهد و آنها را وادار می‌کند یک‌بار دیگر به نبرد با درک پیچیدگی‌های طبیعت انسان بروند و با انتخاب‌هایی دشوار در مورد شجاعت، فداکاری و عشق روبرو شوند.